# Плескодале
Плескодале (латыш. Pleskodāle) — микрорайон Риги, расположенный в юго-западной части города и граничащий с районами Золитуде, Шампетерис, Агенскалнс, Биерини и Мукупурвс, а также с Марупской волостью. Границы — улица Валгалес, улица Юркалнес, улица Ирлавас, улица Калнциема, улица Вентспилс, улица Лиелирбес, железнодорожная линия Торнякалнс — Тукумс II, улица Лиепаяс, Карля Улманя гатве.
Район был включён в состав города в 1924 году. Образовался на землях бывших усадеб Плескодале и Шампетерис.
В конце 19 века возникли текстильные фабрики и машиностроительные предприятия.
В наши дни часть бывшей усадьбы занимает посольство США. Сохранились зелёные зоны, включая Шампетерский лес. В районе находится Плескодальское кладбище (основано в 1881 году), где похоронены участники революции 1905 года, обеих мировых войн, и установлен памятник инженеру Леониду Малеру работы скульптора Яниса Зариня.
Застройка района преимущественно малоэтажная, включает исторические дома XIX века, типовые пятиэтажные дома, также присутствуют здания в стиле модерн. Среди архитектурных памятников — школа 1912 года по проекту Рейнхольда Шмелинга и дом архитектора Давида Зариня (1955).
Современный облик района определяют крупные торговые центры Spice и Maxima, а также высотки комплекса Panorama Plaza, ставшие визуальной доминантой на пересечении важных городских магистралей.
На перекрёстке улицы Лиелирбес и Карля Улманя гатве установлен памятник в честь 800-летия Риги.

## География
Общая площадь микрорайона Плескодале составляет 348,0 га. Его границы в значительной степени определяются уличной сетью и железной дорогой, что придаёт району чёткие территориальные очертания. Улица Лиелирбес, проходящая через район, делит его на две приблизительно равные части. Такое географическое расположение создаёт сбалансированную структуру территории и предполагает возможность формирования единого функционального центра в точке пересечения этих частей.